# Pleurocope floridensis
Pleurocope floridensis là một loài chân đều trong họ Pleurocopidae. Loài này được Hooker miêu tả khoa học năm 1985.